# Готичний роман
Готи́чний рома́н — роман, в якому зображено незвичні ситуації, життя привидів та інші обставини потойбічного життя, страхіття пекла, жахаюча жорстокість, великі таємниці, що перетворюють людину на іграшку надприродних сил. Готичний роман — один із попередників сучасної детективної літератури, містики та фантастики жахів.

## Розвиток жанру готичного роману
Цей жанр формувався в Англії наприкінці XVIII століття. Творцем готичного роману вважають Гораса Волпола, автора роману «Замок Отранто» (1765 рік). Видатними авторами готичного роману XVIII століття були Енн Редкліфф (часто перекладалась як Анна Радкліфф), Метью Грегорі Льюїс. Дія в готичному романі відбувається найчастіше в середньовічному готичному замку, перейнятому атмосферою таємничості. Іноді картини страху в готичному романі мали зворотний, комічний ефект, але найчастіше зберігали виховне, дидактичне призначення.
Готичний роман вплинув на творчість видатних письменників першої половини XIX століття — Ернеста Теодора Амадея Гофмана, Джорджа Байрона, Оноре де Бальзака та інших; сприяв формуванню нових жанрів романістики (фантастичного роману, роману-сенсації). Відновився в дещо зміненій формі у літературі XX століття. Зокрема, в українській літературі — у формі химерного роману, з «химерами», «чортівнею», «козацькими пригодами».
Елементи химерного роману притаманні творам Олекси Стороженка, Майка Йогансена, Олександра Ільченка, Віктора Міняйла, Володимира Дрозда, Володимира Яворівського, Павла Загребельного, Дмитра Білого. Прикладом химерного роману є дилогія Василя Земляка «Лебедина зграя», «Зелені Млини».

## Характерні риси
- Сюжет будується навколо таємниці: наприклад, чийогось зникнення, нерозкритого злочину тощо. Зазвичай використовується комбінація кількох таких тем.
- Оповідь охоплена атмосферою страху і розгортається у вигляді неперервної серії загроз спокою, безпеці й честі героя та героїні.
- Похмура і зловісна сцена дії підтримує загальну атмосферу таємничості й страху. Більшість романів мають місцем дії давній, покинутий, напівзруйнований замок чи монастир із темними коридорами, таємними кімнатами, запахом тліну і загадковими тінями. Обстановка включає завивання вітру, бурхливі потоки, дрімучі ліси, безлюдні місцини, розриті могили — все, що здатне посилити страх героїв і читачів.
- У ранніх готичних романах центральний персонаж — дівчина; вона гарна, мила, скромна, і в фіналі на неї чекає подружнє щастя, статус у суспільстві й багатство. Але, що характерно для романтичних героїнь XVIII століття, їй притаманна також чутливість, сентиментальність. Вона любить гуляти на самоті лісовими галявинами, мріяти при місяці біля вікна своєї спальні, легко плаче, а у вирішальну хвилину непритомніє.
- Сама природа сюжету вимагає присутності героя-негідника. У міру розвитку готичного жанру негідник витісняє героїню, що завжди була не стільки особистістю, скільки набором жіночих чеснот, із центру уваги читача. У пізніх зразках жанру він отримує повноту влади і зазвичай є рушієм сюжету.

Усі ці риси були відомі в прозі й драматургії раніше, але саме в готичному романі вони ввійшли в настільки виразне й ефектне поєднання, що твір, у якому немає бодай однієї з цих рис, уже не можна віднести до чистого готичного жанру.